# أوسكار يغر
أوسكار جاغر (بالألمانية: Oskar Jäger )‏ (و. 1830 – 1910 م) هو مؤرخ، وأستاذ جامعي ألماني، ولد في شتوتغارت، توفي في بون، عن عمر يناهز 80 عاماً.

## التعليم
تعلم في جامعة توبنغن.